# جين إي. باركر
جين إي. باركر (بالإنجليزية: Jane E. Parker)‏ هي عالمة نبات بريطانية، ولدت في 1960.